# عملیات پیتینگ
عملیات پیتینگ (به انگلیسی: Operation Pitting) یک عملیات نظامی توسط بریتانیا بود که در ۱۳ اوت ۲۰۲۱ به منظور حمل و نقل هوایی شهروندان بریتانیایی، کارکنان سفارت بریتانیا در کابل و غیر نظامیان واجد شرایط افغان، در پی فروپاشی جمهوری اسلامی افغانستان، آغاز شد. در این عملیات ۹۰۰ سرباز انگلیسی، از جمله سربازان تیپ ۱۶ حمله هوایی شرکت کردند.
در پی این عملیات بیش از ۱۳٬۷۰۰ نفر در بیش از ۱۰۰ پرواز تخلیه شدند. بزرگترین تخلیهٔ بریتانیا پیش از جنگ جهانی دوم و بزرگترین حمل و نقل هوایی از زمان محاصره برلین در ۱۹۴۸-۱۹۴۹.